# And Also the Trees
And Also the Trees är ett engelskt rockband bildat 1979.

## Historia
Bandet startades i Inkberrow, en liten by i Worcestershire. De skickade en demotejp till The Cure vilket ledde till vänskap mellan de två banden. Under 1981 framträdde AATT som förband under The Cures turné i storbritannien. AATT:s andra demo From Under the Hill, från 1982, producerades delvis av Robert Smith och Mike Hedges.
De första två singlarna, "Shantell" och "The Secret Sea", samt debutalbumet And Also the Trees producerades av The cure-medlemmen Lol Tolhurst och släpptes 1983. De uppmärksammades därpå av Discjockeyn på BBC Radio 1 John Peel och inbjöds att spela in material som sändes i radio i april 1984.
EP:n A Room Lives In Lucy (1985) introducerade ett mandolin-likt gitarrljud som under de följande åren blev AATT:s kännetecken. Albumet Virus Meadow (1986) följdes av deras första europaturné och därifrån kom materialet till livealbumet The Evening of the 24th (1986). 1987 kom EP:n Critical Distance och året därpå albumet The Millpond Years, följt 1989 av Farewell to the Shade.
Bandets sjunde studioalbum Angelfish skapade intrycket av en slags brittisk version av americana-musik, medan Silver Soul, från 1998 tycktes ha inspirerats av Nick Cave. 2009 släpptes det akustiska albumet When the Rains Come som innehåller akustiska versioner av bandets gamla låtar samt en ny låt.

## Medlemmar
Nuvarande medlemmar
- Emer Brizzolara – keyboard (2007–)
- Steven Burrows – basgitarr (1983–)
- Paul Hill – trummor (1997–)
- Ian Jenkins – basgitarr/kontrabas (2004–)
- Justin Jones – gitarr (1979–)
- Simon Huw Jones – sång (1979–)

Tidigare medlemmar
- Graham Havas – basgitarr (1979–1983)
- Nick Havas – trummor (1979–1997)

## Diskografi

### Studioalbum
- And Also The Trees (1984)
- Virus Meadow (1986)
- The Millpond Years (1988)
- Farewell To The Shade (1989)
- Green Is The Sea (1992)
- The Klaxon (1993)
- Angelfish (1996)
- Silver Soul (1998)
- Further From The Truth (2003)
- (Listen For) The Rag and Bone Man (2007)
- When The Rains Come (2009)

### Livealbum
- The Evening of the 24th (1987)
- Le Bataclan (1994)

### Samlingsalbum
- Et Aussi Les Arbres (1986)
- A Retrospective 1983-1986 (1986)
- Boxed Set (1990)
- From Horizon to Horizon (1993)
- Best Of 1980-2005 (2005)